# Betty Blue
Betty Blue es una película francesa dirigida por Jean-Jacques Beineix que fue estrenada en 1986 con el título 37°2 Le Matin, al igual que la novela en la que está basada, en la traducción española "37,2º Al Amanecer", escrita por el novelista francés Philippe Djian sólo un año antes. El título hace referencia a la temperatura normal de una mujer embarazada al despertar. Este título fue reemplazado en la mayoría de países europeos y americanos por Betty Blue.
Fue nominada en los Premios Óscar como mejor película de habla no inglesa, en los premios de la Academia Británica de las Artes Cinematográficas y de la Televisión "BAFTA", y premiada en los Premios César y en el Festival Internacional de Seattle en 1992.

## Argumento
Betty (Beatrice Dalle) y Zorg (Jean-Hugues Anglade) son dos amantes que viven en un bungalow en la costa del sur de Francia. Él trabaja como hombre de mantenimiento para el dueño de las cabañas para poder vivir en una de ellas, mientras que ella dejó su trabajo de camarera por haber sido acosada sexualmente por su jefe. La película comienza con una candente escena de relación sexual entre ambos, que se han conocido sólo desde hace una semana, y Zorg va narrando la historia de su relación describiendo a Betty como "una flor con antenas translúcidas y un corazón de plástico de color malva". Ella suspira por una vida mejor y entra en la vida de Zorg como un huracán.
Tras varios días viviendo juntos en el bungalow, el jefe de Zorg le encarga pintar todas las 500 cabañas de la zona que pueblan la playa, con lo que le sugiere que la ayude Betty, un hecho que Zorg esconde a Betty diciéndole que se trata únicamente de ayudar a repasar la pintura de una sola cabaña. En un primer momento, Betty comienza el trabajo con entusiasmo, el cual rápidamente se desvanece cuando se entera del número real de cabañas que deben pintar. Como respuesta, Betty monta en cólera y rabiosa vierte la pintura rosa en el coche del jefe, el cual se va furioso. Durante la desagradable discusión que se produce después entre Betty y Zorg, accidentalmente ella encuentra una serie de cuadernos que contienen un manuscrito que Zorg escribió años atrás. Betty, a pesar de la insistencia de Zorg, lo lee durante dos días sin parar y al finalizar queda tremendamente impresionada, amándole y enamorándose de él aún más; lo considera un gran genio literario.
Días después, Betty defiende a Zorg de una agresión verbal que le da su jefe; ella lo empuja y lo hace caer, venciéndolo; él se va furioso llamándola loca y salvaje. Luego Betty saca todas las cosas de la cabaña donde vive con Zorg, la incendia, y ambos se trasladan a París, a una antigua casa grande usada como hotel, perteneciente a Lisa (Consuelo De Haviland), una amiga de Betty que es joven y viuda. Allí Zorg trabaja arreglando las viejas instalaciones. Betty hace de la novela de Zorg la misión de su vida: se encarga de transcribirla a máquina para que se publique cuanto antes. Es cuando aparece Eddy (Gérard Darmon), el nuevo novio de Lisa y dueño de un restaurante italiano llamado "Stromboli", donde terminan trabajando las dos parejas.
El ansia de Betty por una vida mejor para los dos, sobre todo al descubrir la parte creativa de él, su dedicación obsesiva, su naturaleza animada y jovial, se alternan con los momentos en los que ella se desborda de rabia, siendo destructiva y agresiva, dejando ver un posible trastorno límite de la personalidad, haciéndole perder a veces el control. Zorg descubre una noche un frasco con pastillas en el bolso de Betty, las cuales ella nunca tomaba. Aun así, Zorg que vive enamorado de esa jovialidad y alegría de Betty, observa cómo cada vez es más imposible controlarla en esos momentos, sintiendo la impotencia que le provoca verla cada vez peor sin que pueda lograr nada, olvidándolo en la multitud de momentos sexualmente apasionados que mantienen. Esto se produce en varias localizaciones durante varios años. 
Zorg oculta a Betty muchas cartas de los editores que rechazan bruscamente una y otra vez su obra. Debido a un incidente de Betty con unos clientes del restaurante, Eddy, con quien tienen una gran amistad y tras fallecer su madre, les da la posibilidad de irse a vivir al pueblo de esta para encargarse de la vieja casa y de una casi abandonada tienda de pianos.
Betty, que está cada más vez más inestable, termina en la cárcel tras agredir a un editor que escribió a Zorg una de las más agraviantes respuestas negativas para publicar su libro. Zorg logra sacarla de la cárcel tras una conversación con el comisario, quien casualmente está en la misma situación artística que la de él. Zorg intenta hacerla cambiar para que deje esas obsesiones, por lo que compra un coche y un terreno en el campo en un lugar idílico para Betty, llegando incluso a perpetrar un robo para conseguir el dinero necesario.
Betty se obsesiona más tarde por tener un hijo sin lograr quedar embarazada, pese a que ambos mantienen relaciones sexuales todas las noches. Las peores situaciones para los dos se dan cuando Betty obtiene los resultados negativos de su prueba de fertilidad, que oculta a Zorg, y que la deprime y hunde.
Pero la verdadera tragedia estalla cuando Betty empieza a tener alucinaciones auditivas, voces que escucha dentro de su cabeza. Para colmo, después Betty se saca un ojo con un cuchillo, quedando tuerta y perdiendo mucha sangre, lo cual hunde a Zorg en la desesperación. Betty ingresa en un hospital psiquiátrico, donde permanece en coma. Por esos días Zorg recibe la noticia de la publicación de su libro.
El psiquiatra notifica a Zorg que le están administrando a Betty medicamentos que la mantienen sedada todo el día para evitar que ella se autolesione, le aplican electroshock y que está completamente loca. Zorg enfurecido agrede al psiquiatra y es expulsado violentamente del hospital por los médicos. Con el mismo disfraz de mujer que usó para perpetrar el robo, Zorg acude a la habitación del hospital donde se encuentra Betty tuerta e inconsciente, y no aguantando más la trágica e irremediable situación de ambos, le da una muerte piadosa asfixiándola con una almohada mientras ella está coma, tras lo cual huye del hospital.
La película finaliza con Zorg muy triste y derrotado recordando a Betty constantemente en fotografías y en la figura de una bella y amable gata blanca que lo observa mientras él comienza tras muchos años a volver a escribir.

## Reparto
| Actor                | Personaje              | Notas                        |
| -------------------- | ---------------------- | ---------------------------- |
| Jean-Hugues Anglade  | Zorg                   |                              |
| Béatrice Dalle       | Betty                  |                              |
| Gérard Darmon        | Eddy                   |                              |
| Consuelo De Haviland | Lisa                   |                              |
| Clémentine Célarié   | Annie                  |                              |
| Jacques Mathou       | Bob                    |                              |
| Vincent Lindon       | Richard, joven policía |                              |
| Jean-Pierre Bisson   | Comisario              | En la "versión del director" |
| Dominique Pinon      | Traficante             | En la "versión del director" |
| Bernard Hug          |                        | En la "versión del director" |
| Catherine D'At       |                        |                              |
| Claude Aufaure       | Médico                 |                              |
| Louis Bellanti       | Mario                  |                              |
| Dominique Besnehard  | Cliente de la pizzería |                              |
| Raoul Billerey       | Policía anciano        |                              |

## Versiones
La película tiene dos versiones, la primera estrenada en los cines y una segunda con más metraje y un nuevo montaje del director estrenada años más tarde, llegando a superar las 3 horas de película. A principios de la década de 2000, se reedita en DVD esta versión extendida de la película en varios países europeos y en Estados Unidos. En el verano de 2009, se estrena en cines por primera vez en Estados Unidos, gracias a la distribuidora "Cinema Libre Distribution", la película en su versión del director.